# Françoise Huguier
Françoise Huguier, née à Thorigny-sur-Marne en 1942, est une photographe de mode, photographe documentaire, réalisatrice et commissaire d’exposition française.
Elle est plus particulièrement connue pour son travail en Afrique et la découverte des photographes Seydou Keïta et Malick Sidibé
Membre de l’Agence VU, elle est récompensée par un World Press Photo en 1993 et  est élue, le 25 janvier 2023, au fauteuil 5, nouvellement créé, de la section photographie de l’Académie des beaux-arts.

## Biographie

### Jeunesse
Françoise Le Minor naît  le 15 juin 1942 à Thorigny-sur-Marne dans une famille aristocrate et bourgeoise. Ses parents sont planteurs d’hévéa au Cambodge où elle grandit avec son grand frère.
En 1950, elle est enlevée avec son frère lors d’une attaque à la plantation de Chup, organisée par le Vietminh. Ils sont libérés au bout de huit mois puis rentrent en France.
Elle se marie en 1967 avec un ingénieur architecte, et commence à se passionner pour la photographie d’architecture. Elle apprend les techniques de base dans un labo photo parisien, puis travaille comme photographe indépendante pour le Centre Pompidou.

### Carrière professionnelle
L’aventure de la mode commence avec les défilés qu’elle photographie deux fois par an, « backstage » et dans les ateliers. Ses photos paraissent à partir de 1983 dans les pages du quotidien Libération. Les directeurs artistiques de grands magazines comme Vogue, The New York Times Magazine, ID Women’s wear, Marie Claire, DS lui commandent des séries de mode. Elle réalise aussi des publicités pour Thierry Mugler, Lanvin, Christian Lacroix…
Grande voyageuse, Françoise Huguier est passionnée par l’Afrique qu’elle commence à sillonner à la fin des années 1980. Le continent lui inspire un premier ouvrage : Sur les traces de l’Afrique fantôme (sur les pas de Michel Leiris) paru aux éditions Maeght en 1990. Elle est lauréate de la Villa Médicis hors les murs pour ce travail.
En 1991, elle découvre les photographes Seydou Keïta et Malick Sidibé et contribue à faire connaître leurs œuvres.
Elle est de nouveau lauréate de la Villa Médicis hors les murs en 1993 pour son livre En route pour Behring (éditions Maeght), journal de bord d’un voyage solitaire en Sibérie. Ce travail est exposé dans de nombreux festivals et galeries et lui vaut un prix au World Press Photo cette même année.
Amoureuse de l’Afrique où on l’appelle « la duchesse de Bamako », elle crée en 1994 les Rencontres photographiques de Bamako,.
En 1998, elle expose À l’extrême, travail de plusieurs années dans le KwaZulu-Natal en Afrique du Sud, à la Maison européenne de la photographie. Dans la continuité de ce travail sur l’Afrique, Secrètes, livre dans lequel elle réussit à entrer dans l’intimité des femmes africaines, paraît chez Actes Sud en 1999.
Paraît également chez le même éditeur un livre intitulé Sublimes, fruit de son travail sur la mode dans les années 80 et 96.
En 2001, Françoise Huguier décide de passer plusieurs années à Saint-Pétersbourg pour travailler sur les appartements communautaires. Un livre sur ce travail intitulé Kommounalki sort chez Actes Sud en 2008. Elle obtient une avance sur recette du Centre national de la cinématographie pour tourner un film : huis clos dans un de ces appartements, intitulé Kommunalka (sortie 2008, productions Les films d’Ici).
En 2004, elle retourne sur les traces de son enfance de prisonnière du Vietminh au Cambodge. Un livre intitulé J’avais huit ans retrace cette histoire et paraît chez Actes Sud en 2005 suivi d’une exposition aux rencontres photographiques d’Arles.
En 2007, Jean-Luc Monterosso, directeur de la Maison européenne de la photographie, lui demande d’être l’un des commissaires du Mois de la Photo 2008.
En 2008, elle est l’invitée de Christian Lacroix, directeur artistique des Rencontres internationales de la photographie d’Arles, où une grande exposition lui est consacrée.
En 2014, une grande exposition lui est consacrée à la Maison européenne de la photographie, Pince moi je rêve.
En août 2022, une exposition rétrospective de son travail de 1976 à 2019, « Toute en retrait », est présentée au Couvent des Minimes de Perpignan, dans le cadre du festival Visa pour l’Image. Elle expose en octobre 2022 « De femme à femmes», quatre-vingt photos de femmes issues de ses archives dans le cadre du Salon de la photo à la Grande Halle de la Villette.
Françoise Huguier est élue au siège V de la section photographie de l’Académie des beaux-arts le 25 janvier 2023. Elle rejoint ses confrères Yann Arthus-Bertrand, Jean Gaumy, Dominique Issermann et Sebastião Salgado.

## Publications

### Années 1990
- 1990 : Sur les traces de l’Afrique fantôme, texte de Michel Cressole, Maeght Éditeur.
- 1993 : En route pour Behring, préface de Gérard Lefort, Maeght Éditeur.
- 1996 : Secrètes, préface de Claire Denis, Actes Sud[12].
- 1999 : Sublimes, préface de Gérard Lefort, Actes Sud.

### Années 2000
- 2005 : J’avais huit ans, suivi d’un entretien avec Raymond Depardon, Actes Sud.
- 2008 : Kommounalki, avant-propos de Michel Parfenov et préface de Magali Jauffret, Actes Sud.

### Années 2010
- 2012 : R.U., Trans Photographic Press.
- 2012 : Françoise Huguier, coll. « Photo Poche » no 143, préface de Gérard Lefort, Actes Sud.
- 2013: Les Nonnes, texte de Gérard Lefort, Éditions Filigranes.
- 2014 : Au doigt et à l’œil, Sabine Wespieser éditeur.
- 2016 : Virtual Seoul, Actes Sud.
- 2018 : Françoise Huguier, t. 57, Reporters sans frontières (RSF) / édition illustrée, coll. « 100 photos pour la liberté de la presse », 8 mars 2018, 144 p. (ISBN 978-2362200502)[13].

### Années 2020
- 2020 : La Curieuse, Photographies de Françoise Huguier ; texte de Gérard Lefort, Éditions Filigranes.
- 2021 : Mama Sissoko, Virtuose de l’Afrique de l’Ouest, autoédition.
- 2023 : 1992, Une catastrophe annoncée, préface de Yann Arthus-Bertrand, Odyssée.

## Expositions
Liste non exhaustive
- 2005 : « J’avais huit ans », Rencontres d’Arles[3]
- 2007. Les années Grace Kelly, Grimaldi Forum à Monaco. Body andBlood, Les Transphotographiques de Lille. Mode, Leewhaik Gallery à Séoul.
- 2008. Kommunalka, Rencontres internationales de la photographie d’Arles, France. Fotografia europea à Reggio d'Émilie, Italie. Festival Est Ouest de Die dans la Drôme, France. Maison de la Photographie à Toulon. Desperate Housewives, galerie expo DUPON, Paris.
- 2009. Sur les traces de l’Afrique Fantôme, MUVIM de Valence en Espagne et au Centre culturel d’Agen, France. Entre mode et voyage, Galerie Polka, Paris. Don’t Move, Brother Joseph Mc Nally Gallery, Singapour
- 2010. Galerie Polka, Fashion Stills, Si la mode m’était conté, Paris, Londres, Bruxelles, Berlin, Munich, Rome, New York, Washington, Chicago, Los Angeles, Montréal.
- 2010. Kommunalka 3, Pavillon Carre de Baudoin, Paris.
- 2011. Secrètes, Galerie Polka, Paris. Kommunalka, Bogota, Colombie et à l’Institut Français d’Alger en Algérie.
- 2012. Vertical/ Horizontal Les classes moyennes en Asie du Sud Est, Institut de France, Académie des Beaux-Arts, Paris, Mois de la photo. 2013. Les nonnes, salle capitulaire Cloître de Fréjus et Palais Jacques-Cœur de Bourges. Vertical/ Horizontal Les classes moyennes en Asie du Sud Est, Villa Pérochon de Niort.
- 2014 : « Pince moi je rêve », Maison européenne de la photographie, Paris.
- 2015. Russenko, exposition collective, Galerie Polka, médiathèque du Kremlin-Bicêtre. Exposition à la Galerie Antara à Jakarta en Indonésie. Regards maliens au centre culturel Jean Cocteau, Les Lilas. Kommunalka, Lycée Jean-Rostand à Lure. Pince-moi je rêve, Festival itinéraire des photographes voyageurs, Bordeaux. Kommunalka, Mois de la photo, Minsk, Biélorussie. Les passagers du Grand Paris Express, MAC-VAL, Créteil.
- 2016. Virtual Seoul. Musée de l’histoire de la ville de Séoul, Corée. Pavillon du Carré de Baudouin, Paris.
- 2017. C’est pas logique mais c’est normal. Festival Planche(s) Contact. Deauville Virtual Séoul. Musée olympique de Lausanne. Suisse.
- 2017 : « Grand Paris. L’approche intimiste de Françoise Huguier », Société du Grand Paris, Mois de la Photo[14]
- 2018. Jardin Intime. Galerie VU’. Paris, Horizons. Galerie Maeght. Paris, Les femmes s'exposent. Houlgate.
- 2019. Bazar Zoulou. Espace écureuil, Fondation pour l’art contemporain. Toulouse, Sublimes. Mois de la photo. Minsk.
- 2020 : « Les curiosités du monde de Françoise Huguier », Musée du Quai Branly - Jacques-Chirac, Paris[15]
- 2021. Le Super Biton de Ségou à l’Institut Français du Mali, Bamako. Les Pilleuses d’épaves, Pont-Croix. L’Afrique Secrète de Françoise Huguier, Galerie Art-Z, Paris.
- 2022 : « Toute en retrait », Couvent des Minimes, festival Visa pour l’Image, Perpignan, du 27 août au 11 septembre[8],[6]
- 2022 : « De femme à femmes », Salon de la photo, Grande halle de la Villette, du 6 au 9 octobre[8]
- 2022. Les défilés de mode de Françoise Huguier, Galerie Ira Leonis, Arles. Secrètes, Galerie Art-Z, Arles. Rétrospective à Visa pour l’Image, Perpignan. Invitée d’honneur au Salon de la photo une rétrospective intitulée « De femme à femmes », Paris. Sur les traces de l’Afrique Fantôme, GAP Festival de Cholet.
- 2023. Les HDB de Singapour au festival L’œil Urbain à Corbeille-Essonnes, Norilsk à la biennale de photographie Usimages, Rétrospective de Visa pour l’Image aux Transphotographiques à Lille.
- 2025. « Matière terrestre » au Centre photographique Rouen Normandie.

## Distinctions

### Prix et récompenses
Liste non exhaustive
- 1986 : Prix Kodak de la critique photographique[5]
- 1987 : Prix des Rencontres internationales de la photographie d’Arles[5]
- 1990 : Lauréate de la Villa Médicis hors les murs pour son ouvrage « Sur les traces de l’Afrique fantôme, sur les pas de Michel Leiris »[5]
- 1993 : World Press Photo pour son reportage « En route pour Behring »[4]
- 1993 : Lauréate de la Villa Médicis hors les murs pour son reportage « En route pour Behring »[5]
- 2011 : Prix de photographie de l’Académie des beaux-arts[5]
- 2013 : Prix Anna-Politkovskaïa au 31e festival international de films de femmes de Créteil[14].

### Décorations
- Officière de l'ordre des Arts et des Lettres (2012)[14]